# Wakasu
Wakasu (若洲, le jeune banc de sable) est une île située dans le quartier de Kōtō à Tokyo.

## Île artificielle
Wakasu, comme de nombreuses îles de la baie de Tokyo, est une île artificielle née d'un terre-plein. Une zone industrielle occupe environ la moitié de l'île. Le reste de l'île abrite un terrain de golf et un terrain de camping.

## Activités

### Nautisme
Les épreuves nautiques des Jeux olympiques d'été 2020 auraient dû se dérouler à Wakasu.